# 劉家輝
劉家輝（英語：Gordon Liu Ka Fai，1955年8月22日—），本名冼錦熙。1970年代末到1980年代間，曾是邵氏電影公司力捧的功夫片男星，也曾做過導演、監製與武術指導，也曾经是無綫電視旗下的演員。
劉家輝是劉湛的乾兒子，與劉湛兩個兒子，劉家良、劉家榮並無血緣關係。劉湛是洪拳名家林世榮（師承黃飛鴻）的弟子，劉家輝自小接受劉家良嚴格的正統武術訓練，奠定後來成為武打明星的基礎。

## 簡歷
劉家輝在廣東省高明縣出生，8歲時拜劉湛為師（但實際上大多是由劉家良教導），在其經營的洪拳武館習武。學業方面，劉家輝於1962年入讀慈幼學校小四年級，且於1965年小六畢業，與電視劇監製梁材遠為同屆同學，後來入讀慈幼英文學校。1972年中學畢業後，白天當會計，晚上則在劉湛的武館教拳。
1973年，劉家輝參與劉家良自資的電影《殺出重圍》而進入電影圈，之後在劉家良的介紹下進入在張徹導演在台灣開設的長弓電影公司工作，但由於當時張徹手上已經有姜大衛、狄龍等紅星，所以他一直沒有機會演出重要的角色，1976年與長弓電影簽的三年約滿，回到香港，在由劉家良執導的《陸阿與黃飛鴻》中首次擔任主角，不過這沒有讓他獲得很大的成功，直到1978年的《少林三十六房》才真正讓他聲名大噪。這部電影大為成功，它不但是當年香港的十大賣座片，也在國外獲得不錯的迴響，甚至在日本有人為他成立影友會。劉家輝在於片中飾演的三德大師讓觀眾印象深刻，San Te（三德的英文音譯）與Master Killer（《少林三十六房》在英文片名）成為Gordon Liu（劉家輝的英文名字）在某些外國影迷心中的代名詞，也讓光頭成為他的註冊標記。後來在邵氏拍的幾十部影片裡，他幾乎都是飾演武僧。
當功夫片熱潮消退、邵氏不再拍攝電影之後，劉家輝加入無綫電視轉向電視圈發展。少了邵氏公司的幫助，他的知名度不如以往，逐漸只能在在電視劇或電影中扮演配角或者是反派，直至90年代，劉家輝轉向演出詼諧角色。
2003年，劉家輝受名導演之邀在电影系列中演出，分別在第一集中飾演瘋狂88的殺手強尼莫，第二集中飾演武術高人白眉。
2005年3月20日，在廣州舉辦邵氏名片海報劇照展覽時，劉家輝收了第一個徒弟，知名女星鄭佩佩之女原子鏸，到8月22日生日時，又多收了13名徒弟。
由於劉家輝五官清秀，頗具男子氣概，成為不少少女們心目中的偶像。更有甚者，將其布娃娃取名為蹼熊，也是喜好劉家輝的一種表現。
劉家輝曾於2009年初到台灣拜訪嶺南拳術委員會，以了解洪拳於台灣發展現況，他認為國術是中國的國粹，也是中華民族的文化，社會一天一天在進步，不可走回頭路，必須思考如何延續傳統國術存在的價值。而他也為傳統武術做了最佳的詮釋：本身本人才能練就是傳統功夫。
2011年8月17日，劉家輝息影退休，他在中風失衡跌倒，腦部撞傷致半身不遂，其演藝生涯需要暫停。劉家輝因中風住進養老院，好友曾志偉探訪送他一部iPad，教他上網看以前的作品及和朋友玩視訊。劉家輝圈中人緣不錯，拍完台慶劇的《萬凰之凰》後告別作。
2019年8月22日，是他64歲生日就得樊亦敏、歐陽震華、吳香倫以及陳榮峻到訪慶生。

## 音樂
劉家輝在演戲之餘，最大興趣是音樂，他在小學六年級時就開始練吉他，並且表示最喜歡披頭四的音樂。2001年，他與一群志同道合的朋友組了一個樂團，每星期固定練習；值得一提的是，當初《少林三十六房》在日本上映時，日方還特地讓劉家輝灌錄了一張日語專輯《熱風傳說》，這也是他唯一一張正式的音樂專輯。

## 事件
據2011年10月某期《壹週刊》報道，8月初劉家輝在土瓜灣夾BAND期間，跣倒撞傷頭，並停止了所有工作。後來媒體拍到的照片卻顯示劉家輝是中風。劉家輝接受手術後，右邊手腳行動不便及口齒不清，需要接受長期康復治療。劉家輝變得意志消沉，一度拒絕物理治療。後經朋友開解，才開始重新接受治療，並進行了中醫針灸，漸有改善。
2012年8月，劉家輝捲入妻兒分產被棄而不顧的傳聞。
2014年4月，劉家輝成功向前女助手馮映華索回約120萬人民幣（約160萬港幣）。

## 幕後作品

### 導演
- 少林與武當（1981）
- 殺出重圍（1973）

### 監製
- 妙探孖寶（1985）

### 武術指導
- 一膽二力三功夫（1980）
- USA Ninja（1985）

## 演出作品

### 電視劇（中華電視公司）
| 首播   | 劇名       | 角色         | 合作演員                                               |
| 1985年 | 新西螺七劍 | 洪善(阿善師) | 蔡文星、衛子雲、張紀平、李陸齡、李亞明、朱鴻欽、蔡志鴻 |

### 電視劇（無綫電視）
| 首播   | 劇名                 | 角色                                            | 合作演員 |
| 1988年 | 兵權                 | 趙匡胤                                          |          |
| 1990年 | 劍魔獨孤求敗         | 江震雄                                          |          |
| 1991年 | 日月神劍             | 燕翩遷                                          |          |
| 1992年 | 捉妖奇兵             | 燕翩遷                                          |          |
| 1992年 | 大地飛鷹             |                                                 |          |
| 1992年 | 水滸英雄傳           | 武松                                            |          |
| 1993年 | 射鵰英雄傳之九陰真經 | 天相大師                                        |          |
| 1993年 | 如來神掌再戰江湖     | 敖千山                                          |          |
| 1993年 | 精武五虎             |                                                 |          |
| 1994年 | 螳螂小子             | 姜震北                                          |          |
| 1995年 | 神鵰俠侶             | 金輪法王                                        |          |
| 1995年 | 刑事偵緝檔案II       | 程根（檔案四：豪門綁架）                        |          |
| 1996年 | 900重案追兇          | 高輝                                            |          |
| 1996年 | 大刺客之魚腸劍       | 聶信                                            |          |
| 1996年 | 五個醒覺的少年       | 呂立剛                                          |          |
| 1996年 | 闔府統請             | 羅四季（四少）                                  | 陳秀珠   |
| 1996年 | 西遊記               | 牛魔王                                          | 陳秀珠   |
| 1997年 | 醉打金枝             | 八王爺                                          |          |
| 1997年 | 壹號皇庭V            | 歐國堅                                          |          |
| 1997年 | 苗翠花               | 魯古格                                          |          |
| 1997年 | 男人四十打功夫       | 聶萬鈞                                          |          |
| 1997年 | 香港人在廣州         | 王令富                                          |          |
| 1998年 | 聊齋 (貳)            | 高漸耳                                          |          |
| 1998年 | 西遊記(貳)           | 牛魔王／金角大王                                | 陳秀珠   |
| 1999年 | 雪山飛狐             | 石萬嗔                                          |          |
| 1999年 | 刑事偵緝檔案IV       | 洛鎮彪（檔案十三：愛的代價）                    |          |
| 1999年 | 千里姻緣兜錯圈       | 謝蝦                                            |          |
| 1999年 | 狀王宋世傑(貳)       | 江總兵                                          |          |
| 1999年 | 騙中傳奇             | 和珅                                            |          |
| 1999年 | 人龍傳說             | 龍王（第1、5-7、11-18、20集）                   |          |
| 1999年 | 洗冤錄               | 聶人龍                                          |          |
| 2000年 | 金裝四大才子         | 李龍                                            |          |
| 2000年 | 京城教一             | 朱剛                                            |          |
| 2000年 | 雷霆第一關           | 威師傅                                          |          |
| 2000年 | FM701                | 林鑫淼                                          |          |
| 2000年 | 倚天屠龍記           | 成崑                                            |          |
| 2000年 | 陀槍師姐II           | 蒲勇                                            |          |
| 2001年 | 美味情緣             | 封三刀                                          |          |
| 2001年 | 尋秦記               | 曹秋道（第8-9、12、32、37集）、神秘人（第19集） |          |
| 2002年 | 情事緝私檔案         | 周繼正                                          |          |
| 2002年 | 烈火雄心II           | 鍾廣成 （鍾茵怡之父）                           |          |
| 2002年 | 轉世驚情             | 畢仕仁（於2006年播映）                          |          |
| 2003年 | 九五至尊             | 向陽                                            |          |
| 2003年 | 帝女花               | 田弘遇                                          |          |
| 2003年 | 金牌冰人             | 屈仁                                            |          |
| 2003年 | 英雄·刀·少年         | 林軒源                                          |          |
| 2003年 | 俗世情真             | 魯財                                            |          |
| 2004年 | 怪俠一枝梅           | 大師                                            |          |
| 2004年 | 陀槍師姐IV           | 任重遠                                          |          |
| 2004年 | 追魂交易             | 湯錦輝                                          | 陳秀珠   |
| 2004年 | 大唐雙龍傳           | 李孝常                                          |          |
| 2004年 | 水滸無間道           | 黃錦仁                                          |          |
| 2005年 | 我師傅係黃飛鴻       | 莫天龍                                          |          |
| 2005年 | 西廂奇緣             | 天竺                                            |          |
| 2005年 | 御用閒人             | 年茂林                                          |          |
| 2005年 | 情迷黑森林           | 唐森                                            |          |
| 2005年 | 我的野蠻奶奶         | 田滿 （田力之父）                               |          |
| 2005年 | 佛山贊師父           | 連勇                                            |          |
| 2005年 | 窈窕熟女             | 關師父                                          |          |
| 2006年 | 施公奇案             | 司馬追風                                        |          |
| 2006年 | 覆雨翻雲             | 厲若海                                          |          |
| 2007年 | 迎妻接福             | 曾大力                                          |          |
| 2007年 | 通天幹探             | 黎振祥 （黎家派詠春拳之掌門人）                 |          |
| 2007年 | 學警出更             | 袁滿                                            |          |
| 2008年 | 千謊百計             | 孫虎成 （無綫電視收費劇集台）                   |          |
| 2008年 | 少年四大名捕         | 藍破天                                          |          |
| 2009年 | 幕後大老爺           | 戴有恭                                          |          |
| 2010年 | 施公奇案II           | 司馬追風                                        |          |
| 2010年 | 女人最痛             | 吳立秋（頭秋哥）                                |          |
| 2010年 | 誘情轉駁             | 林中豹                                          |          |
| 2011年 | 洪武三十二           | 嚴進                                            |          |
| 2011年 | 萬凰之王             | 佟佳·舒明阿                                     | 陳秀珠   |

### 無綫綜藝節目
| 年份 | 節目           | 參演人員       |
| 2002 | 吾係獎門人     | 第9集          |
| 2004 | 繼續無敵獎門人 | 第10集         |
| 2008 | 鐵甲無敵獎門人 | 第35集、陳秀珠 |
| 2010 | 超級遊戲獎門人 | 第13集、陳秀珠 |

### 電影

#### 1970年代
- 潮州怒漢（1973）
- 殺出重圍（1973）
- 洪拳與詠春（1974） 飾 何振剛
- 少林五祖（1974）
- 馬哥波羅（1975）飾 阿不拉花
- 色慾和尚（1975）
- 陸阿采與黃飛鴻（1976）飾 黃飛鴻
- 八道樓子（1976）飾 偽蒙軍
- 八國聯軍（1976）飾 義和團團眾
- 洪熙官（1977）飾 童千斤
- 功夫小子（1977）
- 螳螂（1978）飾 武僧
- 少林三十六房（1978）飾 劉裕德
- 中華丈夫（1979）飾 何濤
- 茅山殭屍拳（1979）
- 爛頭何（1979）飾 勤親王
- 少林真英雄（1979）

#### 1980年代
- 破戒大師（1980）
- 一膽二力三功夫（1980）
- 少林搭棚大師（1980）飾 周仁傑
- 洪文定三破白蓮教（1980）飾 洪文定
- 武館（1981）飾 黃飛鴻
- 少林與武當（1981）
- 龍虎小英雄（1981）
- 長輩（1981）飾 James
- 御貓三戲錦毛鼠（1982）
- 少年蘇乞兒（1982）
- 龍虎少爺（1982）
- 十八般武藝（1982）飾 地壇
- 八十二家房客（1982）飾 的士輝
- 搏盡（又名《黃埔灘頭》）（1982）
- 螳螂醉八拳（1982）
- 大兄出道（1982）
- 五郎八卦棍（1983）飾 楊五郎
- 少林小子（1983）
- 鹿鼎記（1983）飾 康熙
- 弟子也瘋狂（1983）
- 掌門人（1983）飾 王俠魂
- 破戒大師（1984）
- 霹靂十傑（1985）飾 三德和尚
- 弟子也瘋狂（1985）
- 妙探孖寶（1985）飾 盧德輝
- 殺手蝴蝶夢（1987）
- 虎穴奇兵（1988）
- 國父孫中山與開國英雄（1987）飾 史堅如
- 老虎出更（1988）飾 阿輝
- 孔雀王子（1988）
- 猛鬼舞廳（1989）飾 勁秋
- 猛龍行動（1989）
- 富貴兵團（1989）
- 龍虎家族（1989）
- 猛虎發火（1989）
- 火爆行動（1989）飾 警員

#### 1990年代
- 烈血風雲（1990）飾 輝
- 老虎出更二（1990）飾 輝少
- 驚悚十二小時（1991）飾 黃Sir
- 豪門夜宴（1991）飾 賓客
- 怒火威龍（1991）
- 黑星風雲（1992）
- 獵豹行動（1992）
- 還看今朝（1992）
- 哭泣的殺手（1992）飾 李復
- 雲雨第六感（1992）
- 走佬威龍（1993）
- 笑俠楚留香（1993）
- 黃飛鴻之鐵雞鬥蜈蚣（1993）飾 了空真人
- 唐伯虎點秋香（1993）飾 奪命書生
- 倫文敘老點柳先開（1993）飾 錦衣衛指揮使
- 少林活寶貝（1994）
- 暴劫柔情（1994）
- 花旗少林（1994）飾 空智方丈
- 醉拳III（1994）飾 李督軍
- Lethal Girls 2（1995）
- 伙頭大將軍（1997）
- 破繭少年（1998）
- 上帝之手（1999）飾 棺材梁
- 一代梟雄：曹操（1999）飾 周瑜
- 諸葛孔明（1999）
- 賭王千霸之光棍遇著無皮柴（1999）

#### 2000年代
- 有時跳舞（2000）
- 醉馬騮（台灣稱《醉猴》）（2002）飾 洪一虎
- （2003）飾 強尼莫
- 少年阿虎（2003）
- （2004）飾 白眉
- 霍元甲之精武真英雄（2004）飾 霍元甲
- 猛龍（2005）飾 警車主管
- 蛇咒（2005）
- 情顛大聖（2005）飾 玉帝
- 少林殭屍（2005）飾 白道長
- 少林殭屍2-天極（2006）飾 白道長（周遊）
- 野蠻秘笈（2006）
- 三分鐘先生（2006）飾 光頭叔叔
- 從印度到中國（2009）飾 Hojo
- 蘇乞兒（2010）飾 白鬚翁
- 星光18借（2010）飾 劉武
- 龍門飛甲（2011）飾 萬喻樓
- 大追捕（2012）飾 龍叔
- 畫皮II（2012）
- 刺客攻略 （2012） 飾 和尚 Monk
- 鐵拳無敵 （2012） 飾 方丈
- 戰牆（2016）(網絡電影)

### 電視劇（香港電台）
- 有房出租（2009）飾 吳奚
- 火速救兵 - 勇士首部曲（2010）飾 連永堅
- 火速救兵II（2012）

### 電視劇（台灣華視）
- 飛象過河
- 少林弟子
- 新西螺七劍（1985年）飾 洪善（阿善師）

### 電視劇（其他）
- 《千秋家園夢》
- 《中華大丈夫 》飾 容百川
- 2008年《仙剑奇侠传三》飾 邪剑仙
- 《聊斋2》之婴宁 饰 五行尊者
- 《黄飞鸿与十三姨》 饰 黄飞鸿

### 電視電影（無綫電視）
- 劍客與靈童（1989）
- 孽海狂花（1996）

### 廣告
- 定期檢修大廈供氣喉：機電工程署宣傳短片（2010）

## 外部連結
- . 香港留聲. 2009-11-11  [2018-01-19]. （原始内容存档于2019-10-15）.
- 劉家輝在互联网电影资料库（IMDb）上的資料（英文）
- . 大紀元時報. 2004-02-05  [2007-01-04]. （原始内容存档于2020-08-05）.
- 政府宣傳短片：定期檢收大廈供氣喉 （页面存档备份，存于）
- 劉家輝在香港影庫上的簡介